# Antoni-Lluc Ferrer
Antoni-Lluc Ferrer Morro (Palma de Mallorca, 1942) es un escritor, filósofo, profesor y traductor español. 
Estudió Filosofía y Letras en la Universidad de Barcelona y, desde 1970, es profesor de catalán en la Universidad de Provenza (Aix en Provence, Marsella). En 1977 ganó el premio Prudenci Bertrana de novela por Dies d'ira a l'illa (Días de ira en la isla). En 1981 ganó el Premio Sant Joan de narrativa con Adéu, turons, adéu. Y en 1990 ganó con Perfum romanial el Premio Andròmina de narrativa.

## Obras
- 1970, Gabriel Alomar i el futurisme (ensayo)
- 1978, Dies d'ira a l'illa
- 1982, Adéu, turons, adéu
- 1991, Perfum romanial
- 2000, El bastió de la llibertat
- 2002, La missió del capità

### Traducciones al catalán
- 1981, Els grans cementiris sota la lluna (1981), de Georges Bernanos .
- 1984, Assaigs (1984), de Michel de Montaigne.
- Tres històries mediterrànies, de Prosper de Mérimée.
- La glòria del meu pare, de Marcel Pagnol.
- 2004, El setge de Barcelona (Història de Jenni)  de Voltaire.